# لولو سوتورو
لولو سوتورو (انگلیسی: Lolo Soetoro؛ ۲ ژانویهٔ ۱۹۳۵ – ۲ مارس ۱۹۸۷) یک جغرافی‌دان اهل اندونزی بود. وی پدرخوانده (ناپدری) باراک اوباما، رییس جمهور ایالات متحده آمریکا بود.